# Cuộc gọi lúc 0 giờ
Cuộc gọi lúc 0 giờ là một bộ phim truyền hình được thực hiện bởi Hãng phim Khang Việt cùng Thăng Long Media do Nguyễn Danh Dũng làm đạo diễn. Phim phát sóng vào lúc 21h10 thứ 2, 3, 4 hàng tuần bắt đầu từ ngày 14 tháng 12 năm 2010 và kết thúc vào ngày 7 tháng 3 năm 2011 trên kênh VTV3.

## Nội dung
Hoài Phong (Minh Tiệp) là một vị giám đốc trẻ tài năng, cháu nội Ông Tấn (Nguyễn Đình Thơ) – Chủ tịch hội đồng quản trị Công ty Hoàn Vũ. Thế nhưng, bất ngờ một ngày Hoài Phong dính phải vụ tai nạn xe hơi thảm khốc; xác của anh đã mất tích và chỉ có điện thoại hỏng cùng chiếc ví được tìm thấy. Hung tin này khiến cho Ông Tấn đột quỵ và liệt nửa người, phải ngồi xe lăn. Bà Lý (Diễm My), mẹ Hoài Phong, quyết định về quê vì quá sốc trước sự ra đi đột ngột của con, còn anh trai Duy Khiêm (Châu Thế Tâm) thì luôn muốn thay thế vị trí người em nhưng lại không được ủng hộ và rơi vào bức bối. Trong khi đó, Thùy Châu (Lê Bê La), một cô giáo mới được thuê về để giúp chăm sóc cháu gái mắc bệnh tự kỷ của Hoài Phong, đã phát hiện những điều kỳ lạ quanh khu biệt thự Bình An nơi cả gia đình Ông Tấn sống: cứ vào lúc nửa đêm, chiếc điện thoại hỏng của Hoài Phong lại đổ chuông liên tục. Cô cũng nhiều lần tận mắt chứng kiến bóng dáng Hoài Phong quanh ngôi nhà và nhận được cuộc gọi từ một người tự nhận là Hoài Phong. Nhờ sự tin tưởng từ Ông Tấn, Thùy Châu đã được giao nhiệm vụ đi điều tra về cái chết bí ẩn của anh...

## Diễn viên
- Minh Tiệp trong vai Hoài Phong
- Lê Bê La trong vai Thùy Châu
- Nguyễn Đình Thơ trong vai Ông Tấn
- Châu Thế Tâm trong vai Duy Khiêm
- Diễm My trong vai Bà Lý
- Ngọc Lan trong vai Thiên Hương
- Cát Tường trong vai Hồng Kim
- Tấn Bo trong vai Bạch
- Kiều Linh trong vai Mận
- Công Ninh trong vai Ông Phan
- Đình Hiếu trong vai Lực

Cùng một số diễn viên khác....

## Ca khúc trong phim
Bài hát trong phim là hai ca khúc "Tình yêu là thế" và "Tình ông" do Vũ Quốc Việt sáng tác.

## Sản xuất và phát sóng
Đạo diễn của bộ phim là Nguyễn Danh Dũng. Vũ Thị Thanh Hương, Trần Thị Tố Uyên là những người tham gia viết kịch bản phim. Phim có độ dài 35 tập, do Hãng phim Khang Việt và Thăng Long Media hợp tác sản xuất. Đức Hải cũng là nhà đồng sản xuất tác phẩm. Diễn viên đảm nhận vai chính trong phim là Minh Tiệp. Quá trình ghi hình diễn ra tại Đà Lạt vào mùa hè năm 2010, kéo dài suốt 3 tháng. Đoàn làm phim đã thuê Dinh Bảo Đại làm bối cảnh chính cho bộ phim. Đây cũng là đoàn phim dài tập đầu tiên được vào ghi hình tại đây. Thời gian quay phim thường diễn ra ban đêm, từ 12h00 khuya đến 4h00 sáng.
Buổi ra mắt bộ phim đã được tổ chức vào ngày 25 tháng 11 năm 2010. Cuộc gọi lúc 0 giờ chính thức lên sóng tập đầu ngày 14 tháng 12 cùng năm, trong khung phát sóng lúc 21h10 thứ 2, 3, 4 hàng tuần trên kênh VTV3.

## Đón nhận
Từ trước khi phát sóng, bộ phim được kỳ vọng sẽ là một "món ăn lạ" cho khán giả truyền hình, với nhiều tờ báo quảng cáo phim bằng những tiêu đề giật tít, hấp dẫn. Dù vậy, trong thời gian phát sóng, tác phẩm lại gần như không nhận về lời khen chê nào từ người xem. Bài nhận xét trên trang tin 24h đã dành sự đánh giá cao cho kịch bản Cuộc gọi lúc 0 giờ cùng diễn xuất khá ổn của dàn diễn viên, tuy nhiên lại cho rằng cách đạo diễn xử lý tình tiết khiến phim bị kéo ra thành "lê thê", "dài dòng". Tác giả nhận xét màn thể hiện của diễn viên chính Minh Tiệp "bị chênh ra" khỏi các diễn viên còn lại trong phim khi "cứ gồng mình lại với những cái mím môi, nhíu mày và những cử chỉ cứng nhắc", đồng thời lý giải sự ít đón nhận của khán giả đối với tác phẩm là do những kỳ vọng mà người xem đặt vào phim không được thỏa mãn; tuy "phim cũng không đến nỗi tệ" nhưng chỉ "nằm ở mức độ nhàn nhạt, xem cũng được mà không xem cũng được".